# Keadew
Keadew (iriska: Céideadh) är en ort i republiken Irland. Den ligger i grevskapet Roscommon och provinsen Connacht, i den norra delen av landet, 150 km nordväst om huvudstaden Dublin. Keadew ligger 64 meter över havet och antalet invånare är 187.
Terrängen runt Keadew är platt åt sydväst, men åt nordost är den kuperad. Runt Keadew är det ganska tätbefolkat, med 116 invånare per kvadratkilometer. Närmaste större samhälle är Carrick-on-Shannon, 11,7 km söder om Keadew. Trakten runt Keadew består i huvudsak av gräsmarker.